# سفارت بریتانیا در بوینس آیرس
سفارت بریتانیا در بوینس آیرس (به اسپانیایی: Embassy of the United Kingdom) یک منطقهٔ مسکونی و نمایندگی سیاسی این کشور در آرژانتین است که در بوئنوس آیرس واقع شده‌است.